# Sacrebleu Productions
Sacrebleu Productions est une société de production fondée en 1999 par Ron Dyens. Spécialisé dans le cinéma d'animation, Sacrebleu Productions compte plus de 100 courts métrages et 8 longs métrages à son catalogue. Reconnue dans les festivals les plus prestigieux, la société a reçu la Palme d'or du court métrage pour son film d'animation Chienne d'Histoire réalisé par Serge Avédikian en 2010. Mais également le César du Meilleur Film d'Animation pour Ma Famille Afghane de Michaela Pavlatova lors de la Cérémonie des César 2022. Plus récemment, son film Flow réalisé par Gints Zilbalodis a reçu en 2025 le César du Meilleur Film d'Animation, le Golden globe du meilleur film d'animation ainsi que l'Oscar du meilleur film d'animation.

## Histoire

### Création
Créée en janvier 1999 afin de produire des films de fiction et d’entreprises, Sacrebleu Productions a commencé à produire des courts métrages à partir de 2001, avec notamment la sortie de La Flamme.
En 2000, à la suite du succès des courts métrages de Cédric Babouche, La Routine et Imago, que Sacrebleu Production commence à faire de l’animation son véritable ADN. Résultat, la société produit plus de 90 courts métrages sélectionnés dans près de 2000 festivals en France et à l’étranger, tels que Cannes, Venise, Berlin, Sundance, Clermont-Ferrand, mais aussi Stuttgart, Brest, Hiroshima… 
Récipiendaire de prestigieux prix, on peut citer parmi eux : Chienne d’histoire (Palme d’Or 2010), Le Repas Dominical et L’Heure de l’Ours (respectivement récompensés du César du Meilleur Court-Métrage d’animation en 2015 et 2021) mais également Madagascar, Carnet de Voyage (nommé à l’Oscar du Meilleur Court-Métrage d’animation en 2011) ou encore Tram (Cristal du Meilleur Court-Métrage 2012).

### L'aventure du long-métrage
Sacrebleu Productions se lance dans l’aventure du long-métrage d’animation avec Tout en haut du monde, Prix du Public à Annecy, sorti en 2016, ayant attiré près de 600 000 spectateurs en France.
Le 12 juin 2018, lors de la 42e édition du festival d'animation d'Annecy, Sacrebleu Productions reçoit le Prix de l'export Unifrance, remis par Unifrance et l'AFCA. Ce prix récompense les 89 ventes, 41 sélections, et 9 récompenses à l'étranger sur l'année 2016.
Début 2020, le long-métrage d’animation L’Extraordinaire voyage de Marona d’Anca Damian distribué par Cinéma Public Films sort en salles à la suite de nombreuses sélections en festival (Annecy, European Film Awards…), prix (BIAF, Reanimania…).
Ma Famille Afghane, le long-métrage de Michaela Pavlátová sorti en salles par Diaphana le 27 avril 2022, reçoit le Prix du Jury à Annecy puis est nommé aux Golden Globes. En 2023, le film ajoute une nouvelle distinction à son palmarès en remportant le César du Meilleur film d’Animation.
Le 13 Décembre 2023 sort un nouveau long-métrage de Sacrebleu : Sirocco et le Royaume des courants d’air, de Benoît Chieux. Distribué en France par Haut et Court, il a été récompensé du Prix du Public au Festival International du Film d'Animation d'Annecy en 2023.
En 2024, le long-métrage d'animation Flow, réalisé par Gints Zilbalodis, s'impose comme le film le plus primé du Festival d'animation d'Annecy, après un passage au Festival de Cannes, dans la catégorie Un Certain Regard. Habitué à l'animation 2D, ce film réalisé sous Blender est un tournant pour Sacrebleu Productions qui souhaite dorénavant s'ouvrir aux nouvelles technologies. La sortie de Flow s'est faite le 30 octobre 2024.

## Filmographie sélective

### Longs Métrages
- 2024 - Flow de Gints Zilbalodis
- 2022 - Sirocco et le Royaume des Courants d'Air de Benoît Chieux
- 2021 - Ma Famille Afghane de Michaela Pavlatova
- 2020 - L'Extraordinaire Voyage de Marona de Anca Damian
- 2016 - Tout en Haut du Monde de Rémi Chayé
- 2011 - Free Radicals, une histoire du cinéma expérimental de Pip Chodorov (Documentaire)

### Courts Métrages
- 2025
  - Une Fugue d'Agnès Patron (Animation)
- 2024
  - Papillon de Florence Miailhe (Animation)
- 2023
  - Maurice's Bar de Tom Prezman et Tzor Edery (Animation)
- 2021 
  - Freedom Swimmer de Olivia Martin-McGuire (Animation)
- 2020
  - Friend of a Friend de Zachary Zezima
  - Normal de Julie Caty
- 2019
  - L'Heure de l'Ours de Agnès Patron (Animation)
  - Coeur Fondant de Benoît Chieux (Animation)
  - Mr Mare de Luca Toth (Animation)
- 2018
  - La Chute de Boris Labbé (Animation)
  - Le Tigre de Tasmanie de Vergine Keaton (Animation)
- 2017
  - Eden de Julie Caty (Animation)
  - Gros Chagrin de Céline Devaux (Animation)
- 2016
  - Le Jardin de Minuit de Benoît Chieux (Animation)
  - La Chambre Vide (The Empty) de Dahee Jeong (Animation)
- 2015
  - Le repas dominical de Céline Devaux (Animation)
  - Rhizome de Boris Labbé (Animation)
  - Jay parmi les hommes  de Zeno Graton (Fiction)
- 2014
  - A Blue Room de Tomasz Siwinski (Animation)
  - Beach Flags de Sarah Saidan (Animation)
  - Man on the chair de Dahee Jeong (Animation)
  - Acoustic Kitty de Ron Dyens (Animation)
- 2013
  - Portraits de Voyages de Bastien Dubois (Série - Animation)
- 2012
  - The Great Rabbit d'Atsushi Wada (Animation)
  - Tram de Michaela Pavlatova (Animation)

- 2011
  - Moi de Inès Sedan (Animation)
  - Via Curiel 8 de Mara Cerri et Magda Guidi (Animation)
  - Planet Z de Momoko Seto (Animation)

- 2010 
  - Chienne d’Histoire de Serge Avédikian (Animation)

- 2009
  - Nuvole, Mani de Simone Massi (Animation)
  - L’Homme qui dort d'Inès Sedan (Animation)
  - Madagascar, carnet de voyage de Bastien Dubois (Animation)
  - J’attends une femme de Chiara Malta (Fiction)

- 2008
  - Kroak de Julie Rembauville et Nicolas Bianco-Levrin (Animation)
  - Mon petit frère de la lune de Frédéric Philibert (Animation)

- 2006
  - Matopos de Stéphanie Machuret (Animation)
  - La Memoria Dei Cani de Simone Massi (Animation)
  - Le Loup blanc de Pierre-Luc Granjon (Animation)

- 2005
  - CDD/I de Sylvain Desclous (Fiction)

- 2004
  - Imago… de Cédric Babouche (Animation)

- 2003
  - Derrière les fagots de Ron Dyens (Fiction)
  - La Routine de Cédric Babouche (Animation)

- 2002
  - Paroles, Paroles de Ron Dyens (Fiction)

- 2001
  - La Flamme de Ron Dyens (Fiction)

## Distinctions

### Récompenses
Oscars
- Oscars 2025 : Meilleur film d'animation pour Flow de Gints Zilbalodis

Golden Globes
- Golden Globes 2025 : Meilleur film d'animation pour Flow de Gints Zilbalodis

#### Festival de Cannes
- Festival de Cannes 2010 : Palme d'or du court-métrage pour Chienne d'histoire de Serge Avédikian

#### Berlinale
- Berlinale 2024 : Ours de Cristal du court-métrage - Generation KPlus pour Papillon de Florence Miailhe
- Berlinale 2012 : Ours d'Argent du court-métrage pour The Great Rabbit d'Atsushi Wada

#### Mostra de Venise
- Mostra de Venise 2017 : Orrizonti Award du Meilleur Court Métrage pour Gros Chagrin de Céline Devaux

#### César du Cinéma
- César 2025 - César du Meilleur film d'Animation pour Flow de Gints Zilbalodis
- César 2023 - César du Meilleur Film d'Animation pour Ma Famille Afghane de Michaela Pavlatova
- César 2020 - César du Meilleur Court-Métrage d'Animation pour L'Heure de l'Ours de Agnès Patron
- César 2016 - César du Meilleur Court-Métrage d'Animation pour Le Repas Dominical de Céline Devaux

#### Festival International du Film d'Animation d'Annecy
- Annecy 2023 - Prix du Public pour Sirocco et le Royaume des Courants d'Air de Benoît Chieux
- Annecy 2023 - Prix Festivals Connexion pour Maurice's Bar de Tom Prezman et Tzor Edery
- Annecy 2021 - Prix du Jury pour Ma Famille Afghane de Michaela Pavlatova
- Annecy 2016 - Prix du Public pour Tout en Haut du Monde de Rémi Chayé
- Annecy 2014 - Cristal du court-métrage pour Man on the chair de Dahee Jeong
- Annecy 2012 - Cristal du court-métrage pour Tram de Michaela Pavlatova

#### Divers
- Prix Procirep 2010[21] du meilleur producteur français de courts-métrages
- Lutins du court métrage 2010 : Meilleure animation pour le film pour Madagascar, carnet de voyage
- Lutins du court métrage 2006 : Meilleure production pour Imago...

### Nominations
- Oscar 2025 : Sélection du Meilleur film international pour Flow de Gints Zilbalodis

#### Festival de Cannes
- Festival de Cannes 2025 : Sélection à La Semaine de la critique pour Une Fugue d'Agnès Patron
- Festival de Cannes 2019 : Sélection en Compétition Officielle pour L'Heure de l'Ours de Agnès Patron
- Festival de Cannes 2018 : Sélection à La Semaine de la critique pour La Chute de Boris Labbé
- Festival de Cannes 2015 : Sélection en Compétition Officielle pour Le Repas Dominical de Céline Devaux
- Festival de Cannes 2014 : Sélection à La Quinzaine des réalisateurs pour Man on the chair de Dahee Jeong
- Festival de Cannes 2014 : Sélection à La Semaine de la critique pour A Blue Room de Tomasz Siwinski

- Festival de Cannes 2012 : Sélection à La Quinzaine des réalisateurs pour Tram de Michaela Pavlatova
- Festival de Cannes 2005 : Sélection à La Semaine de la critique pour Imago de Cédric Babouche
- Festival de Cannes 2003 : Sélection à La Semaine de la critique pour Derrière les fagots de Ron Dyens

#### Berlinale
- Berlinale 2019 : Sélection en Compétition Officielle pour Mr Mare de Luca Toth
- Berlinale 2018 : Sélection en Compétition Officielle pour Le Tigre de Tasmanie de Vergine Keaton
- Berlinale 2011 : Sélection en Compétition Officielle pour Planet Z de Momoko Seto

#### Mostra de Venise
- Mostra de Venise 2010 pour Les Barbares de Jean-Gabriel Pérot
- Mostra de Venise 2009 pour Nuvole Mani de Simone Massi

#### César du Cinéma
- César 2019 : présélection de La Chute de Boris Labbé pour le César du meilleur court-métrage d'animation
- César 2018 : Nomination au César du meilleur court-métrage d'animation pour Jardin de Minuit de Benoît Chieux
- César 2015 : présélection de Beach Flags pour le César du meilleur court-métrage d'animation
- César 2012 : présélection de Planet Z pour le César du meilleur court-métrage
- César 2008 : présélection de Le Loup Blanc pour le César du meilleur court-métrage

#### Oscars du Cinéma
- 83e cérémonie des Oscars : Nomination l'Oscar du meilleur court-métrage d'animation pour Madagascar, carnet de voyage
- 77e cérémonie des Oscars : Pré-sélection pour l'Oscar du meilleur court-métrage d'animation pour Imago...

#### Golden Globes
- 79e cérémonie des Golden Globes : Nomination pour le Golden Globes du meilleur film d'animation pour Ma Famille Afghane

#### Divers
- Festival du Court-Métrage de Clermont-Ferrand 2024 pour Maurice's Bar de Tom Prezman et Tzor Edery
- Toronto International Film Festival 2019 pour L'Heure de l'Ours de Agnès Patron
- Festival du film de Sundance 2016 pour Le Repas Dominical de Céline Devaux
- Festival du Court-Métrage de Clermont-Ferrand 2015 pour Beach Flags de Sarah Saidan
- Festival du film de Sundance 2015 pour Beach Flags de Sarah Saidan
- Festival du film de Sundance 2010 pour Madagascar, carnet de voyage de Bastien Dubois
- Festival international du film de Rotterdam 2010 pour Free Radicals, une histoire du cinéma expérimental